# Ikki Kawasaki
Ikki Kawasaki (川﨑 一輝 Kawasaki Ikki?), född 8 november 1997 i Osaka prefektur, är en japansk fotbollsspelare.
Kawasaki började sin karriär 2020 i Kamatamare Sanuki.